# Isla Shokalsky
La isla de Shokalsky (del ruso: Остров Шокальского) es una isla en el mar de Kara, en Rusia. Se encuentra en el  lado oriental de la desembocadura del río Obi, en el extremo del brazo del noroeste de la península de Guida. Está separada de ella por un angosto estrecho lleno de islotes conocido como Gydanskiy Proliv..
La isla tiene una superficie de 428 km² (42.ª de Rusia) y está cubierta por la tundra. El mar que rodea la isla está cubierto de hielo en el invierno y hay numerosos témpanos de hielo, incluso en el verano, por lo que a menudo es combinada con la península de Guida en la parte continental de Siberia.
Esta isla esta bajo la administración del distrito autónomo de Yamalo-Nenets, la cual pertenece al sujeto federal de Óblast de Tiumén, Rusia. Esta isla forma parte de la  Gran Reserva Natural del Ártico, la reserva natural más grande de Rusia.
Esta isla recibió el nombre del  cartógrafo, geógrafo y oceanógrafo ruso Yuly Shokalsky (1856-1940).